# Lavinia exilicauda
Lavinia exilicauda és una espècie de peix cipriniforme de la família dels ciprínids que es troba a Nord-amèrica: Califòrnia (Estats Units).
Els mascles poden assolir 36 cm de longitud total.
És un peix d'aigua dolça i de clima temperat.